# Staatliches Archivlager Göttingen
Das Staatliche Archivlager Göttingen war ein von 1953 bis 1978 in Göttingen bestehender Sammelpunkt für mehrere Archive aus Ost- und Mitteldeutschland.

## Geschichte
Infolge des Vorrückens der Roten Armee auf die deutschen Ostgebiete veranlassten die deutschen Behörden in den Jahren 1944 und 1945 eine Verlagerung wichtiger Archivalien aus dem Osten in ein Bergwerk bei Helmstedt. Nach der Kapitulation Deutschlands wurden diese Bestände von der britischen Besatzungsmacht beschlagnahmt.
Das Staatliche Archivlager entstand folglich am 16. November 1953, als die während des Zweiten Weltkrieges in den Westen verlegten ost- und mitteldeutschen Archive von den britischen Besatzungsbehörden an das Land Niedersachsen übergeben wurden, nachdem sie zuvor in Goslar gesammelt worden waren.
1978 wurde das Archivlager aufgelöst, die Bestände in das Geheime Staatsarchiv Preußischer Kulturbesitz in Berlin-Dahlem eingegliedert.

## Bestände
Der Bestand des Staatlichen Archivlagers setzte sich zu einem Großteil, laut dem langjährigen Archivleiter Kurt Forstreuter zu mehr als 75 Prozent, aus dem Staatsarchiv Königsberg zusammen. Verwahrt wurde dieser Teil der Bestände auf 1500 laufenden Regalmetern sowie in zwölf Kartenschränken. Die Materialien aus Königsberg wurden 1957 Eigentum der Stiftung Preußischer Kulturbesitz, die Verwaltung oblag allerdings weiterhin dem Archivlager in Göttingen. 1978 wurde die Zuständigkeit dem Geheimen Staatsarchiv PK übertragen.
Die Bestände aus Königsberg gliedern sich wie folgt:
| 1. Ordensarchiv         | 2. Herzogliches Archiv                   | 3. Neue Archivbestände | 4. Sammlungen und Deposita |
| ----------------------- | ---------------------------------------- | ---------------------- | -------------------------- |
| a) Urkunden             | a) Herzogliche Briefe (HBA)              |                        | a) Sammlungen              |
| b) Ordensbriefe (OBA)   | b) Ostpreußische Folianten (Ostpr. Fol.) |                        | b) Deposita                |
| c) Ordensfolianten (OF) | c) Etatministerium                       |                        | c) Nachlässe               |

Die Bestände des Ordens an Urkunden umfassen etwa 6.300 Pergamenturkunden, die in die Herzogszeit hineinreichen. Diese sind in 1. Inneres, 2. Auswärtige Beziehungen, 3. Papsturkunden, 4. Livländische Sachen, 5. Urkunden des Bistums Kulm und 6. Deposita gegliedert. Die Abteilung der Ordensbriefe (OBA) beinhaltet etwa 30.000 Briefe, Papierurkunden, Rechnungen, Protokolle von Verhandlungen sowie Merkzettel aus den Jahren 1198 bis 1525; sie ist chronologisch angelegt. Der dritte Teil des Ordensarchivs, die Ordensfolianten (OF), enthält 1. Briefe und Handlungen, 2. Geistliche Statuten, 3. Copiarie der Ordensprivilegien, 4. Gerichtsbücher, Stadtbücher etc., 5. Handfestenbücher, 6. Bestallung der Ämter, Inventarien, Verzeichnisse und Visitationen, 7/8. Finanzen, 9. Heerwesen, 10. Miscellenbände, 11. Formelbücher, 12. Sammelbände von Abschriften und 13. Schriftgut der Deutschordensballei Böhmen.
Im Herzoglichen Briefarchiv (HBA) lagern a) etwa 100.000 Briefe, welche entsprechend ihrer geographischen, persönlichen, sachlichen oder institutionellen Provenienz in die Abteilungen A bis K gegliedert sind. Die Überlieferung zur inneren Verwaltung (I) hat dabei folgendes Muster: 1. Auswärtige Beziehungen, 2. Ständesachen, 3. Kammersachen, 4. Kirchliches, 5. Landesordnungen, 6. Einzelne Städte und Dörfer, 7. Kanzleiwesen, 8. Reskriptenbücher, 9. Vasallentabellen, 10. Steuerveranlagung, 11. Spezialetats der Domänenämter, 12. Verschiedenes. Konzepte liegen in den Abteilungen H (Gesandtschaftssachen), I (Innere Verwaltung) und K (Herzogliches Haus) teilweise bei den Originalen. Ansonsten sind sie durchgängig ebenso nach A bis K gegliedert wie die Originale.
Das Etatministerium ist nach Behördenprovenienz und Sachgesichtspunkten aufgebaut. Es umfasst 3.000 Aktenpakete aus dem Zeitraum 1525 bis 1804, enthält aber trotz vollständiger Verzeichnung noch manche andere Überlieferungssplitter.
Die Ostpreußischen Folianten umfassen die Bestände: Auswärtige Beziehungen (Nr. 1-115a), Ständesachen (Nr. 116-911a), Kammersachen (Nr. 912-13670c), Kirchliches (Nr. 13671-13700), Landordnungen, Landrechte (Nr. 13741-13746), Einzelne Städte und Dörfer (Nr. 13801-14131), Kanzleiwesen (Nr. 14201-14611), Reskriptenbücher der Kammer Königsberg (Nr. 14700-14875?), Vasallentabellen (Nr. 14801-14874), Steuerveranlagung ab 1540 (Nr. 911a, Abtl. II), Spezialetats der Domänenämter (Nr. 15001-15168), Neuere Abgaben verschiedener Regierungen und anderer Behörden, darin die sog. Grundbücher (Privilegienabschriften) und anderes. Hinzu kommen als besonderer Bestand die sogenannten Prästationstabellen (18./19. Jh.) und die Hufenschossprotokolle.
In den Neuen Archivbeständen wurden alle Akten der Behörden des 18. bis 20. Jahrhunderts geordnet, diese umfassten bei der Inventarisierung von 1952/1953 1.200 Pakete. Zur Abteilung 4. a) gehörten beispielsweise Akten und Einzelstücke berühmter adeliger Familien wie etwa Dönhoff oder Dohna (Adelsgeschlecht). Die Deposita setzen sich aus Restbeständen einiger Innungen und Städten zusammen. Die Nachlässe umfassen nicht zuletzt die Genealogischen Sammlungen Gallandi und Moeller, die Zimmermannsche Kartei westpreußischer Mennonitensippen sowie den Nachlass von August Winnig.
Des Weiteren waren umfangreiche Teile der Stadtarchive aus Reval und Prenzlau sowie der Landesarchive von Mecklenburg, Anhalt und der Niederlausitz in Göttingen eingelagert. Aus diesen Archiven waren nur die wertvollsten Bestände, zum Beispiel die ältesten Urkunden, Fürstenbriefwechsel, auswärtige Korrespondenzen und Bürgerbücher, nach Niedersachsen überführt worden.